# کراسنایا پولیانا (استان آمور)
کراسنایا پولیانا (به لاتین: Krasnaya Polyana) یک منطقهٔ مسکونی در روسیه است که در استان آمور واقع شده‌است.